# الفبا (مجله)
الفبا گاهنامه‌ای فرهنگی و هنری به زبان فارسی بود که به کوشش غلامحسین ساعدی در دهه‌های ۱۳۵۰ و ۱۳۶۰ در تهران و پاریس منتشر می‌شد.

## دورهٔ نخست
دورهٔ نخست الفبا در شش شماره از ۱۳۵۲ تا ۱۳۵۶ در تهران منتشر شد.

## دورهٔ دوّم
دورهٔ دوّم الفبا در هفت شماره از ۱۳۶۱ تا ۱۳۶۵ در پاریس منتشر شد.